# Coreia do Norte nos Jogos Olímpicos de Inverno de 2010
A Coreia do Norte participou dos Jogos Olímpicos de Inverno de 2010, realizados na cidade de Vancouver, no Canadá. Foi a oitava aparição do país em Olimpíadas de Inverno.

## Desempenho

### Patinação artística
| Atleta       | Evento               | Programa curto | Programa curto | Programa longo | Programa longo | Total       | Total       |
| Atleta       | Evento               | Pontos         | Pos.           | Pontos         | Pos.           | Pontos      | Pos.        |
| ------------ | -------------------- | -------------- | -------------- | -------------- | -------------- | ----------- | ----------- |
| Ri Song-Chol | Individual masculino | 56.60          | 25º            | Não avançou    | Não avançou    | Não avançou | Não avançou |

### Patinação de velocidade
Feminino
| Atleta      | Evento      | Corrida 1 | Corrida 1 | Corrida 2 | Corrida 2 | Final   | Final |
| Atleta      | Evento      | Tempo     | Pos.      | Tempo     | Pos.      | Tempo   | Pos.  |
| ----------- | ----------- | --------- | --------- | --------- | --------- | ------- | ----- |
| Ko Hyon-Suk | 500 metros  | 38.893    | 15º       | 38.577    | 7º        | 1:17.47 | 9º    |
| Ko Hyon-Suk | 1000 metros |           |           |           |           | 1:17.63 | 13º   |

Legenda
| Recorde mundial      | Recorde mundial (World record)               |                       | Recorde africano                      | Recorde africano (African) |                                           | Q | Classificado por posição (Qualified) |
| Recorde olímpico     | Recorde olímpico (Olympic record)            | Recorde da América    | Recorde da América (Americas)         | q                          | Classificado por melhor tempo (Qualified) |   |                                      |
| Melhor marca do ano  | Melhor marca do ano (World leading)          | Recorde asiático      | Recorde asiático (Asian)              | DNS                        | Não largou (Did not start)                |   |                                      |
| Recorde nacional     | Recorde nacional (National record)           | Recorde europeu       | Recorde europeu (European)            | DNF                        | Não terminou (Did not finish)             |   |                                      |
| Recorde pessoal      | Recorde pessoal do atleta (Personal best)    | Recorde da Oceania    | Recorde da Oceania (Oceania)          | DSQ / DQ                   | Desclassificado (Disqualified)            |   |                                      |
| Recorde da temporada | Recorde da temporada do atleta (Season best) | Recorde sul-americano | Recorde sul-americano (South America) | NM                         | Sem marca (No mark)                       |   |                                      |